# 에스텔라 워런
에스텔라 돈 워런(영어: Estella Dawn Warren, 1978년 12월 23일~)은 캐나다의 아티스틱스위밍 선수, 배우, 모델이다.

## 출연 작품
- 캥거루 잭